# Марко Подрашчанин
Марко Подрашчанин (Нови Сад, 29. август 1987) српски је одбојкаш. Игра на позицији средњег блокера. 
Висок је 2,04 m, а тежак 92 kg.
Са репрезентацијом Србије је освојио златну медаљу на Европском првенству 2011. године. Проглашен је и за најбољег блокера првенства. Освојио је још једну златну медаљу у Паризу на Европском првенству 2019. године победом у финалу против Словеније са 3:1.